# Билковице
Билковице (на чешки: Bílkovice) е село и община в Чехия, Средночешки край, окръг Бенешов. Според Чешката статистическа служба през 2015 г. общината има 216 жители.